# Paddington

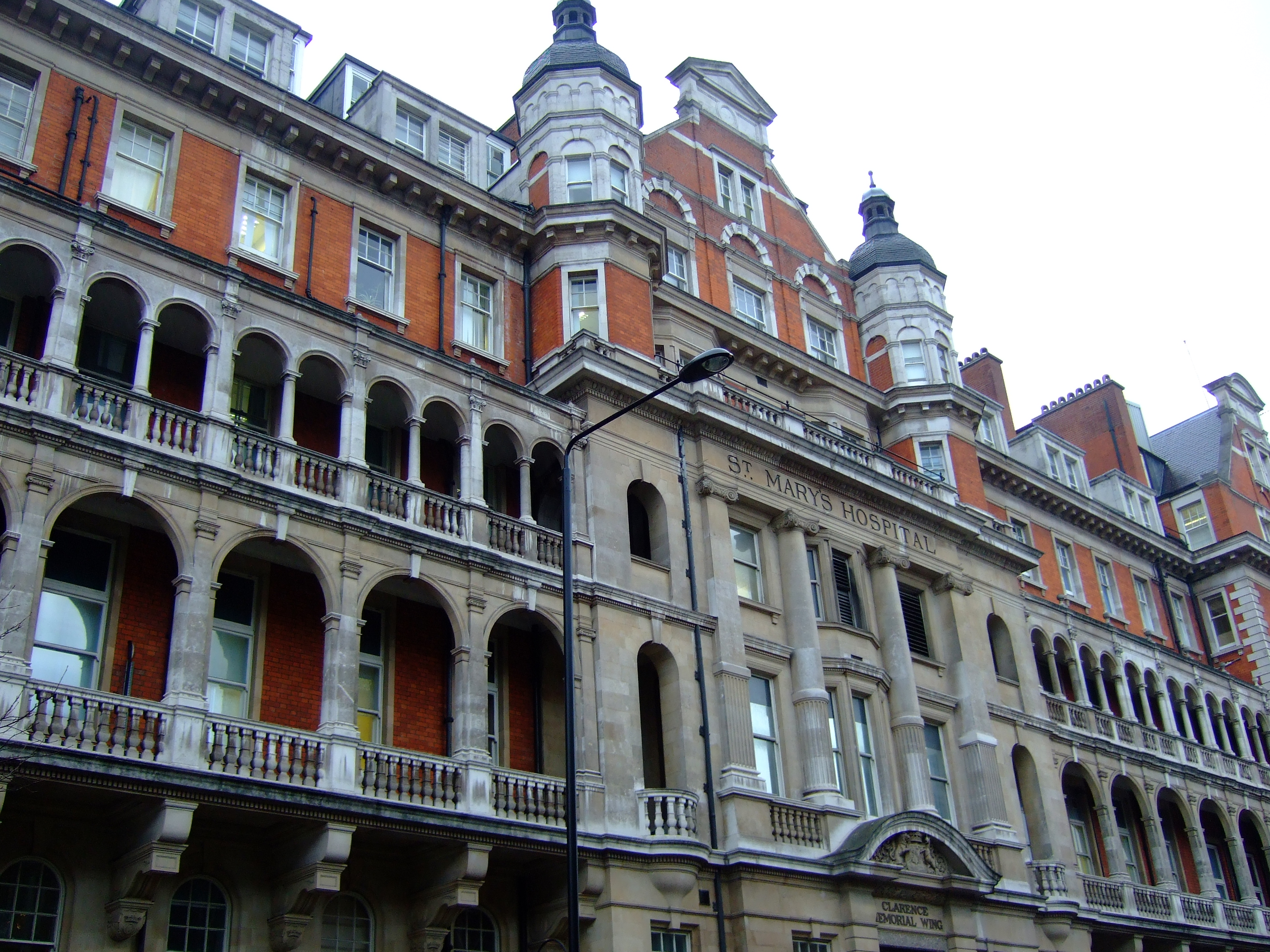
St Mary's Hospital

Paddington – dzielnica w środkowym Londynie, położona na terenie gminy City of Westminster, uprzednio posiadająca status dystryktu metropolitalnego (metropolitan borough; 1900-1965).
Do XIX wieku obszar ten miał charakter wiejski. Na terenie dzielnicy znajduje się dworzec Paddington, obsługujący połączenia kolejowe w kierunku zachodnim, oraz szpital St Mary's Hospital. 
Paddington był i jest zamieszkany przez licznych imigrantów. W XVIII wieku we wsi osiedlili się francuscy hugenoci. W późniejszych latach pojawiły się także znaczące społeczności Greków, Żydów i Arabów oraz imigrantów z Azji Południowej i Karaibów.
Dzielnica ta nie posiada ścisłego centrum, dają się natomiast wyróżnić na jej terenie obszary o dość wyraźnie zarysowanych granicach – Bayswater na południowym zachodzie, Westbourne Park na zachodzie oraz Maida Vale na północy. Na część północną i południową Paddington przedzielony jest przez linię kolejową (Great Western Main Line), kanał wodny (odnoga Grand Union Canal) oraz drogę A40(M). Na zachód od Paddingtonu znajduje się Notting Hill, na wschód Marylebone a na południe Hyde Park i Kensington Gardens.